# Baeksuk
El baeksuk es un término culinario coreano que alude a los platos hechos cociendo o cociendo al vapor carne o pescado sin condimentos. El baeksuk se hace de pollo o faisán con mucha agua durante varias horas. Sin embargo, el término suele aludir al dakbaeksuk (닭백숙), o guk (estofado) de pollo, cuya receta e ingredientes son parecidos al samgyetang, si bien éste se hace con ginseng, hierbas variadas, castañas y azufaifo, y el dakbaeksuk tiene ingredientes más simples: pollo, agua y ajo. El pollo puede rellenarse con arroz glutinoso.
Cuando termina la cocción se añade cebolleta al gusto (daepa, 대파) salada y cortada al cuenco del comensal. Si el baesuk no se rellena con arroz glutinoso, suele comerse acompañado de arroz hervido. A menudo se considera una versión más simple y barata del samgyetang.

## Dak hanmari
El dak hanmari (닭한마리) es un plato popular en Corea del Sur desarrollado a partir del baeksuk, que se dice surgió en la región de Dongdaemun (Seúl) en los años 1960. El nombre significa literalmente ‘un pollo entero’ porque los comensales puede tener varios tipos de comida de un mismo pollo: carne, sopa, kalguksu, patatas y garaetteok (pastel de arroz con forma de cilindro). Puede comerse con un caldo claro, como el baeksuk, o condimentado con una salsa de gochujang (pasta de guindilla).